# Lepidothamnus laxifolius
Lepidothamnus laxifolius — вид хвойних рослин родини подокарпових.
Епітет виду означає «з м'яким листям», хоча листя досить стійке.

## Опис
Сланкі або суб-прямовисні кущі з тонкими гілками 2–5 мм у діаметрі і до 1 м або більше довжиною. Листки неповнолітніх рослин гострі, плоскі, вигнуті, 5–12 мм довжиною, стаючи поступово дорослих рослин листям, які лінійно-довгасті, тупі або напівпідгострі, 1–2 мм довжиною, довгасто-яйцюваті, тупі, лускоподібні. Рослини часто однодомні. Пилкові шишки поодинокі, верхівкові, сидячі, довжиною до 8 мм. Насіння 3–5 мм довжиною, довгасто-циліндричні, тупі. Аріли червоні. Це одна з найменших відомих хвойних рослин. Були знайдені плодові зразки ледь 7,6 см у ширину і висоту.

## Поширення, екологія
Країни поширення: Нова Зеландія (Пн., Пд. о-ви.) Цей чагарник можна знайти в мокрих гірських зонах (до 1500 м), у субальпійських чагарниках, болотах і торфовищах на Північному і Південному островах. Може рости на більш низьких висотах (до 200 м) в південній частині свого ареалу.

## Використання
Використання не зафіксовано для цього виду.

## Загрози та охорона
Ніяких конкретних загроз виявлено не було. Живе в багатьох охоронних територіях в усьому ареалі, напр., Національний парк Тонгаріро